# 普里斯莎草纸
普里斯莎纸草是一份可追溯至公元前20世纪的埃及中王国时期的莎草纸文献。法国东方学者阿希勒·贡斯当·普里斯于1856年在底比斯发现该文献，现藏于巴黎的法国国家图书馆。
该文献中包括了《卡格姆尼之教诲》的最后两页——卡格姆尼可能是埃及第四王朝法老斯尼夫鲁的廷臣，《卡格姆尼之教诲》是他所汇编的一套关于行德的格言和训诫。除了《卡格姆尼之教诲》，普里斯莎草纸还保存了《普塔霍特普之教诲》唯一完整的存世版本。

## 註腳
1. ↑  M. Lichtheim, Ancient Egyptian Literature, Volume I, 1973, p.59